# Eugenio Montejo
Eugenio Hernández Álvarez (Caracas, 19 de octubre de 1938 - Valencia, 5 de junio de 2008) conocido por su nombre de pluma Eugenio Montejo, fue un poeta, ensayista y narrador venezolano. Fue uno de los poetas venezolanos de mayor trascendencia del siglo XX.

## Biografía

### Primeros años
Montejo nació en Caracas, aunque vivió gran parte de su vida en la ciudad de Valencia.
Perteneció a la generación poética de 1958, junto con Rafael Cadenas, Guillermo Sucre o Ramón Palomares.
Eugenio Montejo fue profesor universitario, gerente literario de Monte Ávila Editores. Como diplomático trabajó en la embajada de Venezuela en Portugal en varias ocasiones.  
Fue fundador de la revista Azar Rey y cofundador junto con Alejandro Oliveros de la Revista Poesía de la Universidad de Carabobo. Fue investigador en el Centro de Estudios Latinoamericanos Rómulo Gallegos de Caracas, y colaborador de una gran cantidad de revistas nacionales y extranjeras.

### Trayectoria literaria

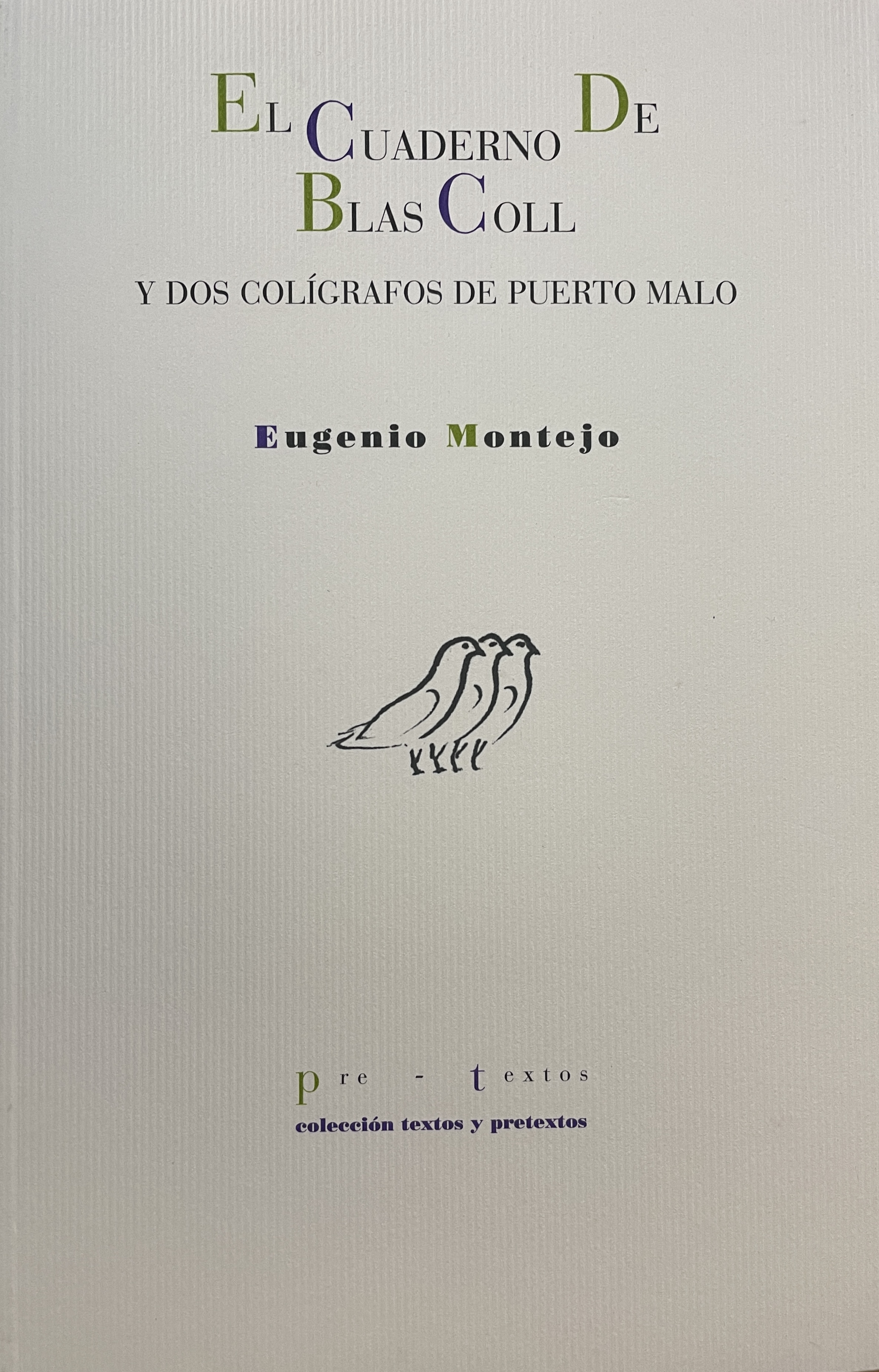
El cuaderno de Blas Coll, de Eugenio Montejo.

Empieza a escribir su obra poética partir de la década de los sesenta, y esta empieza a difundirse a partir de los ochenta. Luego empezará a ser conocida con traducciones al inglés, el portugués, el italiano y el francés, entre otros idiomas.
Publicó poesía infantil con el seudónimo de Eduardo Polo. Entre estas obras destaca Chamario, de 2003, del que se habían adelantado algunos poemas en otros libros (como la antología Poemas con sol y son, de 2001), pero que en su forma definitiva es un libro inseparable de las ilustraciones de Arnal Ballester. Su poesía para niños («chamos», de ahí el título del libro) se caracteriza por la ruptura con las convenciones literarias, como por ejemplo la rima, que respeta y destruye al mismo tiempo: «Un niño tonto y retonto / sobre un gran árbol se monto. / Con su pelo largo y rubio / hasta la copa se subio»; la experimentación lingüística con afán lúdico: «La bici sigue la cleta / por una ave siempre nida / y una trom suena su peta... / ¡Qué canción tan perseguida!»; y en general, la presencia del absurdo cuando menos lo espera el lector. De su obra se ha escrito, por ejemplo: «Son poemas musicales, inteligentemente humorísticos, de los que parecen sencillos pero cuya composición revela talento poético y un gran dominio del lenguaje».

### Últimos años y muerte
En 1998 recibió el Premio Nacional de Literatura de Venezuela y en 2004 el Premio Internacional Octavio Paz de Poesía y Ensayo. Uno de sus poemas es citado en la película 21 gramos, del director mexicano Alejandro González Iñárritu.
Falleció en 2008, víctima de un cáncer.

## Legado
Darío Jaramillo Agudelo lo llamaría uno de los grandes poetas de la lengua, mientras que Adolfo Castañón, a propósito de su muerte diría: "Eugenio Montejo, hermano mayor y maestro en el arte de ordenar las palabras y la vida, poeta grande y escritor mayor, acaba de dejarnos."
El valor de su estimable obra poética y ensayística no ha parado de crecer en los últimos años, siendo una de las más importantes y originales de la última mitad del siglo XX.
En 2009, al año de su muerte, la revista de creación Palimpsesto (Carmona-Sevilla) dedicó íntegramente su número 24, como sentido homenaje, a la vida y la obra de Eugenio Montejo.
Recientemente, su obra completa ha sido reunida en tres volúmenes editados por Antonio López Ortega, Miguel Gomes y Graciela Yáñez Vicentini, y publicados por la Editorial Pre-Textos.

## Obra

### Poesía

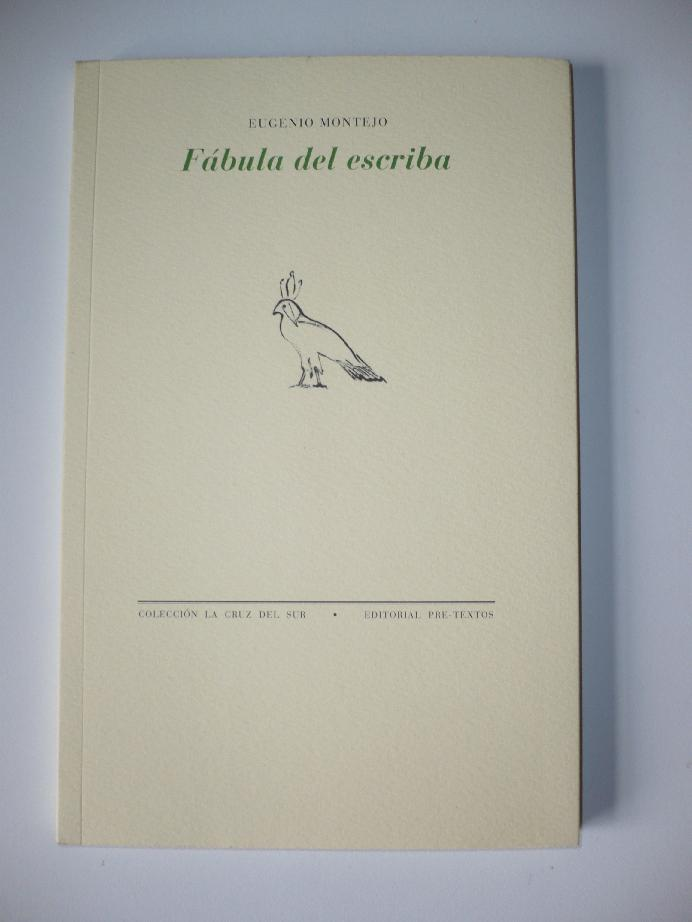
El último libro de poemas de Montejo, Fábula del Escriba editado por la Editorial Pre-Textos.

#### Ortónima
- Élegos, 1967
- Muerte y memoria, 1972
- Algunas palabras, 1976
- Terredad, 1978
- Trópico absoluto, 1982
- Alfabeto del mundo, 1986
- Adiós al Siglo XX, 1992
- Partitura de la cigarra, 1999
- Papiros Amorosos, 2002
- Fábula del escriba, 2005

#### Heterónima
- El cuaderno de Blas Coll, como Blas Coll, 1981
- Guitarra del horizonte, como Sergio Sandoval, 1991
- El Hacha de Seda, como Tomás Linden, 1995
- El añalejo, como Blas Coll, 2007
- La caza del relámpago, como Lino Cervantes, 2007

### Literatura infantil
- Chamario, como Eduardo Polo, 2003
- Disparate, 2013

### Ensayo
- La ventana oblicua, 1974
- El taller blanco, 1983

### Teatro
- El ángel, 2025

### Obra completa
- Tomo I. Poesía, 2021
- Tomo II. Ensayo y géneros afines, 2022
- Tomo III. Blas Coll y los colígrafos, 2023